# Escaramuzas fronterizas entre Irán y Pakistán de 2024
Las escaramuzas fronterizas entre Irán y Pakistán son unas escaramuzas activas menores libradas entre Irán y Pakistán en el 16 de enero de 2024. Irán llevó a cabo una serie de ataques con misiles en Pakistán, afirmando que los objetivos eran miembros de Jaish ul-Adl, ubicados en la provincia paquistaní de Baluchistán. Dos días después, el 18 de enero, el Pakistán lanzó ataques con misiles de represalia contra el Irán, afirmando que los objetivos eran el Ejército de Liberación de Baluchistán y el Frente de Liberación de Baluchistán, situados en la provincia iraní de Sistán y Baluchistán.

## Antecedentes
La frontera entre Irán y Pakistán, que se extiende a través de Sistán y Baluchistán en Irán y Baluchistán en Pakistán, enfrenta desafíos significativos debido a su alta porosidad, lo que la hace susceptible a un amplio contrabando y actividades terroristas, orquestadas principalmente por insurgentes baluchis.  A pesar de mantener una relación generalmente positiva, ambos países se han acusado mutuamente de albergar terroristas y de no garantizar la seguridad en sus respectivos lados de la frontera. Estas preocupaciones impulsaron el establecimiento de la barrera fronteriza entre Irán y Pakistán, y la construcción de las fortificaciones iraníes comenzó en 2011 y de las fortificaciones paquistaníes en 2019.

## Ataques iraní en Pakistán
El 16 de enero de 2024, Irán lanza una serie de ataques con misiles contra Pakistán, afirmando tener como objetivo la organización terrorista salafi Jaish ul-Adl dentro de la provincia de Baluchistán  en Pakistán. El ataque se produce un día después de que Irán lanzara una serie similar de ataques con misiles en Irak y Siria . Declaró que respondió a las explosiones en Kermán, reivindicadas por el Estado Islámico. El gobierno de Pakistán condenó el ataque, además, el Ministerio de Relaciones Exteriores de Pakistán declaró que dos niños murieron como resultado de la "violación irrazonable" del espacio aéreo de Pakistán por parte de Irán. Dos días después, el 18 de enero, Pakistán tomó represalias con ataques con misiles dentro de Irán, alegando que Irán había atacado al Ejército de Liberación de Baluchistán y al Frente de Liberación de Baluchistán dentro de la  provincia de Sistán y  Baluchistán. La intervención militar de Pakistán es el primer caso de otro país que invade territorio iraní desde el final de la guerra entre Irán e Irak en 1988.

## Respuesta de Pakistán
El 18 de enero, el Pakistán lanzó un ataque de represalia llevado a cabo por la Fuerza Aérea del Pakistán contra siete objetivos de los grupos militantes del Ejército de Liberación de Baluchistán y el Frente de Liberación de Baluchistán en la provincia iraní de Sistán y Baluchistán. Funcionarios iraníes afirmaron que nueve ciudadanos extranjeros murieron, incluidas tres mujeres y cuatro niños.